# Sébastien Chenu
Sébastien Chenu (sinh ngày 13 tháng 4 năm 1973) là một chính khách người Pháp. Là thành viên của National Rally, ông được bầu vào Quốc hội vào ngày 18 tháng 6 năm 2017, đại diện cho bộ phận của Nord.
Công khai đồng tính, Chenu thành lập GayLib, sau đó là cánh LGBT của Liên minh vì Phong trào Nhân dân (UMP), ngày nay là một phần của Liên minh Dân chủ và Độc lập. Ông gia nhập FN sau khi UMP cố gắng giết Luật 2013-404, hợp pháp hóa hôn nhân đồng giới, tuyên bố rằng UMP đã trở thành "Đảng trà Pháp".